# Euro-Asia Snooker Masters Challenge
Euro-Asia Snooker Masters Challenge — пригласительный снукерный турнир, который проходит на территории юго-восточной Азии.
Впервые турнир прошёл как разделённый на две части в августе 2003 года в Гонконге и Таиланде. В каждой части играли по восемь снукеристов (по 4 из Европы и Азии). Турнир состоял из групповой стадии, а двое лучших по итогам матчей в группе выходили в полуфинал. 
В 2007 году Euro-Asia Snooker Masters Challenge возобновился. Теперь он включал в себя и командное соревнование. 
Этот турнир никогда не входил в календарь мэйн-тура.

## Победители
| Год                                | Победитель     | Финалист       | Счёт | Приз победителю | Спонсор       |
| ---------------------------------- | -------------- | -------------- | ---- | --------------- | ------------- |
| 2003 (1 часть)                     | Джеймс Уоттана | Кен Доэрти     | 6:4  | £ 30 000        | —             |
| 2003 (2 часть)                     | Кен Доэрти     | Марко Фу       | 5:2  | £ 30 000        | —             |
| 2004 — 2006 турниры не проводились |                |                |      |                 |               |
| 2007                               | Джон Хиггинс   | Джеймс Уоттана | 5:4  | £ 25 000        | 110 sport.com |